# Certified Financial Planner

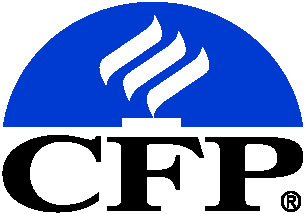
Das weltweit verwendete CFP-Logo

Der Certified Financial Planner (CFP) ist ein international verbreitetes Zertifikat, das auf Antrag Personen verliehen wird, die professionell in der privaten Finanzplanung tätig sind und die Zertifizierungsbedingungen erfüllen. Der markenrechtlich geschützte Begriff und die Bildmarke sind Eigentum des Financial Planning Standards Board (FPSB) Ltd. mit Sitz in Denver, USA.

## Verbreitung
In 26 Ländern wird das Zertifikat in Lizenz durch jeweils eine lokale Organisationen vergeben, in Deutschland durch das Financial Planning Standards Board Deutschland e.V., in Österreich durch den Österreichischen Verband Financial Planners und in der Schweiz durch die Swiss Financial Planners Organization (SFPO). Ende 2023 waren weltweit 223.700 Personen zertifiziert, darunter 44 Prozent aus den USA und 16 Prozent aus China. Im Vergleich zu den Regionen Amerika (56,1 %) und Asien-Pazifik (38,2 %) ist der CFP in Europa (3,4 %) eher weniger verbreitet. In Deutschland gibt es beispielsweise 1.529 Zertifikatsträger, in Österreich 294 und in der Schweiz 303.

## Kosten
Der Mitgliedsbeitrag für das CFP-Zertifikat beträgt 330 Euro pro Jahr.

## 4-E Regel
Um CFP-Zertifikatsträger zu werden, muss der Kandidat seine Eignung anhand der „4-E-Regel“ belegen, d. h. in vier Bereichen die Qualitätskriterien erfüllen: Education, Examination, Experience, Ethics.

### Ausbildungsanforderungen (Education)
CFP-Zertifikatsträger müssen ein vom FPSB akkreditiertes Ausbildungsprogramm erfolgreich absolvieren. In Deutschland sind aktuell (Stand 2024) vier Programme zugelassen:
- Kontaktstudium Finanzökonomie an der European Business School, Oestrich-Winkel[3]
- Financial Planner an der Frankfurt School of Finance and Management[4]
- Financial Planner [+] an der MLP Corporate University, Wiesloch[5]
- Zertifikatskurs Financial Planning an der Akademie Deutscher Genossenschaften auf Schloss Montabaur[6]

Die Akkreditierungsbedingungen des FPSB für CFP-Ausbildungsprogramme schreiben u. a. das Curriculum, die Ausbildungslänge und die abzunehmenden Prüfungen detailliert vor. So müssen mindestens 600 Unterrichtseinheiten à 45 Minuten gelehrt werden und 4 schriftliche Freitextprüfungen von 760 Minuten Gesamtlänge abgenommen werden. Zusätzlich muss eine vom FPSB gestellte Projektarbeit bewältigt werden, dabei erstellen die Teilnehmer für einen vorgegebenen Kundenfall einen schriftlichen Finanzplan und disputieren diesen vor einem Prüfungsgremium des FPSB.
Das Rahmencurriculum des FPSB nennt ca. 280 Themen, die in der Ausbildung berücksichtigt werden müssen. Diese decken die folgenden Themenbereiche innerhalb der privaten Finanzplanung und interdisziplinärer Grundlagen ab:
Private Finanzplanung
- Konzept & Methodik der privaten Finanzplanung
- Portfoliomanagement
- Vorsorgemanagement
- Risikomanagement
- Nachfolgemanagement
- Darlehensmanagement
- Immobilienmanagement
- Beteiligungsmanagement
- Finanzplanung für Unternehmerhaushalte
- Kommunikation

Interdisziplinäre Grundlagen
- Volkswirtschaftslehre
- Finanzmathematik und Statistik
- Aufsichts- und Privatrecht
- Bank- und Börsenwesen
- Betriebswirtschaftslehre
- Steuerrecht

Ausbildung in Österreich
In Österreich kann die notwendige Ausbildung durch drei Ausbildungsmodule abgedeckt werden, die gemeinsam von der Universität Graz, der Bankakademie Wien und ÖPWZ angeboten werden. Zusätzlich ist ein CFP-Expertentraining des AFP zu absolvieren.

### Zentralprüfung (Examination)
Die Zentralprüfung für CFP-Kandidaten  in Deutschland ist eine 160-minütige schriftliche Freitextprüfung über acht Themengebiete. Zum Bestehen sind 70 % der insgesamt 160 Punkte zu erreichen. Die Prüfung kann im Falle des Nichtbestehens maximal zweimal wiederholt werden.

### Berufserfahrung (Experience)
Kandidaten für die CFP-Zertifizierung müssen eine mindestens dreijährige Erfahrung in der Finanzbranche belegen, davon mindestens ein Jahr aktive Erfahrung als privater Finanzplaner. Als Beleg müssen zwei reale, aber anonymisierte Finanzpläne eingereicht werden, die auf Einhaltung der Grundsätze ordnungsmäßiger Finanzplanung (GOF) geprüft werden.

### Ethische Eignung (Ethics)
Kandidaten für die CFP-Zertifizierung müssen einen einwandfreien rechtlichen Leumund nachweisen, daher werden aktuelle polizeiliche Führungszeugnisse, SCHUFA-Auskünfte und Gewerbezentralregisterauszüge überprüft. Mit der Zertifizierung und  dem Vereinsbeitritt unterwirft sich ein CFP-Zertifikatsträger den Standesregeln des FPSB.

## Standesregeln für CFP-Zertifikatsträger
Für CFP-Zertifikatsträger gelten weltweit weitestgehend einheitliche Standesregeln, die vom FPSB International entwickelt und von den nationalen Zertifizierungsorganisationen übernommen wurden, so auch in Deutschland. Die Standesregeln bestehen aus vier Teilen:
- Praxisstandard für private Finanzplanung: Eine prozessuale Darstellung der Phasen einer privaten Finanzplanung.
- Ethikregeln: Ein CFP-Zertifikatsträger hat bei der Ausübung seines Berufes die Grundsätze der Kompetenz, Integrität, Objektivität, Fairness, Vertraulichkeit, Sorgfalt und Professionalität zu beachten. Vor allem aber hat er dem Kundeninteresse Vorrang vor seinen Eigeninteressen einzuräumen.
- Grundsätze ordnungsmäßiger Finanz- und Themenplanung (GOF & GOT): Ein GOF-konformer Finanzplan muss den Grundsätzen der Richtigkeit, Vollständigkeit, Vernetzung, Verständlichkeit und Individualität entsprechen. Außerdem muss er schriftlich gegenüber dem Kunden dokumentiert werden. Eine Finanzplanung, die sich auf ein bestimmtes Thema fokussiert (z. B. das Fondsportfolio, die Nachfolgeplanung oder den Immobilienbesitz) unterliegt den GOT und muss daher nicht „Vollständig“ und „Vernetzt“ sein, trotzdem aber dem Grundsatz der „Ganzheitlichen Beratungssystematik“ folgen und den „Inhaltlichen Mindestanforderungen“ genügen.
- Praxistandards: Die Standards beschreiben für jede Phase der privaten Finanzplanung die standesgemäße Vorgehensweise.

## Befristung des Zertifikats
CFP-Zertifikate werden weltweit nur für zwei Jahre ausgestellt. Zur Verlängerung (Re-Zertifizierung) muss der CFP-Zertifikatsträger nachweisen, dass er sich innerhalb der Zertifikatsdauer weitergebildet hat. Dazu müssen 60 Continuous Education Credits nachgewiesen werden, die durch das Absolvieren von Fortbildungen, das Verfassen oder Studieren von Fachpublikationen oder Lehrtätigkeiten erbracht werden können. Ein Credit entspricht dabei einem Aufwand von einer Zeitstunde.

## Gerichtsbarkeit
Der FPSB Deutschland unterhält zwei vereinsinterne Gerichte.
Das Ehrengericht kann von sowohl von Mitgliedern als auch von Außenstehenden (z. B. Kunden) angerufen werden, wenn der Verdacht auf einen Verstoß gegen die Standesregeln des FPSB vorliegt. Wird der Verdacht vom Ehrengericht bestätigt, können Geldstrafen, Fortbildungsauflagen, Zertifikatsaussetzungen oder ein Vereinsausschluss und Zertifikatsaberkennung ausgesprochen werden.
Das Schiedsgericht kann nur von Vereinsmitgliedern angerufen werden. Es dient bei Konflikten als Alternative zum Gang vor ein staatliches Gericht.

## Alternative und ergänzende Zertifikate
Im Themengebiet private Finanzplanung existieren neben dem CFP weitere Qualitätszertifikate:
- Geprüfter privater Finanzplaner nach DIN ISO 222222[10]
- European Financial Planner (EFA)[11]
- Certified Foundation and Estate Planner (CFEP)[12]